# سواب دهانی

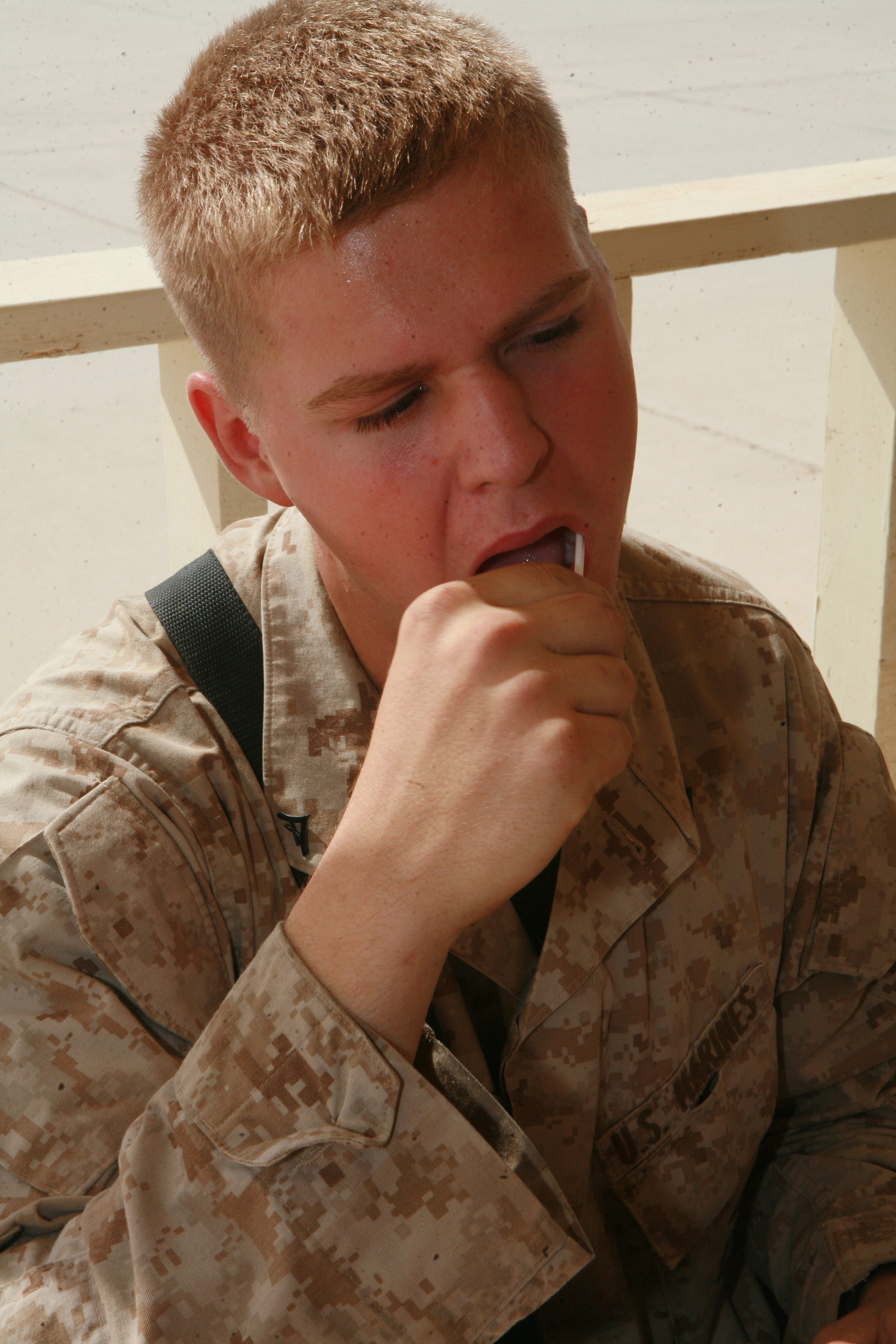
در این تصویر، یک نظامی نیروی دریایی ایالات متحده در حال انجام نمونه‌گیری دهانی با سوآب برای ثبت در بانک اهداکنندگان مغز استخوان وزارت دفاع آمریکا دیده می‌شود.

سواب دهانی یا نمونه‌برداری دهانی (به انگلیسی: Buccal swab) که با نام‌های سواب باکال و سواب گونه‌ای نیز شناخته می‌شود، روشی برای نمونه‌برداری دی‌ان‌ای از سلول‌های سطح گونه در داخل دهان است. (باکال به معنای داخل گونه یا دهان است).
سواب دهانی روشی نسبتاً غیرتهاجمی برای جمع‌آوری نمونهٔ دی‌ان‌ای و انجام تست ژنتیک است. این روش، در کارآزمایی‌های بالینی و تحقیقات قانونی و قضایی و شناسایی مظنونین و اثبات گناهکار یا بی‌گناه بودن آن‌ها مورد استفاده است.